# Fredric Ulric Hamilton
Fredric Ulric Hamilton, född 27 oktober 1735, död 26 augusti 1797 i Örebro, var en svensk friherre i ätten Hamilton af Hageby, militär, hovfunktionär och landshövding.

## Biografi
Fredric Ulric Hamilton föddes 1735. Han var son till hovmarskalken Carl Fredrik Hamilton och hans första fru Christina Brahe, dotter till generalmajoren Abraham Brahe. Hamilton blev volontär vid Livgardet 1738, volontär vid Västgöta kavalleriregemente 1748, kvartermästare vid Västgöta kavalleriregemente 1749, fänrik vid Hamiltonska regementet 30 mars 1750, kornett vid Västgöta kavalleriregemente 20 februari 1752, löjtnant 28 februari 1754. Han erhöll avsked 3 juli 1758. Hamilton blev kammarherre hos Adolf Fredrik 22 april 1761, hos kronprinsen 30 mars 1762, hovmarskalk och överkammarherre hos kronprinsessan Sofia Magdalena 17 november 1766. Han utnämndes 28 april 1770 till RSO, blev landshövding i Jönköpings län 2 juli 1778 och utnämndes 1 september 1782 till KNO. Hamilton fick avsked från landshövdingsämbetet på egen begäran 4 februari 1795. Han avled 1797 i Örebro.
Hamilton blev ledamot av Patriotiska sällskapet 1779.

### Egendom
Hamilton ägde Boo fideikommiss, Östanå herrgård i Gränna socken, Mems slott i Tåby socken, Norrö i Kättilstads socken, Låstad i Furingstads socken och Stavsäter i Vists socken.

### Familj
Hamilton gifte sig 8 september 1765 på Mems slott med grevinnan Hedvig Maria Taube (1744–1785), dotter till amiralen och landshövdingen Didrik Henrik Taube och Jakobina Sparrsköld. De fick tillsammans barnen landshövdingen Carl Didrik Hamilton (1766–1848) i Örebro län, Christina Sofia Hamilton (1767–1799) som var gift med majoren Svante Banér, Hugo Johny Hamilton (1772–1772), Beata Margareta Fredrika Hamilton (1776–1826) som var gift med överstekammarjunkaren Evert Fredrik von Saltza, kammarherren Fredrik Edvard Hamilton (1779–1837) och kornetten Johan Malkolm Hamilton (1782–1803).

## Utmärkelser
- 28 april 1770: Riddare av Svärdsorden.[3]
- 1 september 1782: Kommendör av Nordstjärneorden.[3]